# Premi Daejong 2011
I premi Daejong 2011 si sono svolti il 17 ottobre 2011 a Seul.

## Vincitori e candidature

### Miglior film
- Gojijeon (고지전), regia di Jang Hun
- The Unjust (부당거래), regia di Ryoo Seung-wan
- Sunny (써니), regia di Kang Hyung-chul
- Choejongbyungki hwal (최종병기 활), regia di Kim Han-min
- Hwang hae (황해), regia di Na Hong-jin

### Miglior regista
- Kang Hyung-chul - Sunny (써니)
- Jang Hun - L'ultima battaglia - The Front Line (고지전, Gojijeon)
- Kim Tae-yong - Manchu (만추)
- Ryoo Seung-wan - The Unjust (부당거래)
- Na Hong-jin - Hwang hae (황해))

### Miglior attore
- Park Hae-il - Choejongbyungki hwal (최종병기 활)
- Kim Yun-seok - Hwang hae (황해)
- Ryoo Seung-bum - The Unjust (부당거래)
- Yoon Kye-sng - Poongsan (풍산개)
- Lee Soon-jae - Keudaereul saranghamnida (그대를 사랑합니다)
- Cha Tae-hyun - Hello Ghost (헬로우 고스트)

### Miglior attrice
- Kim Ha-neul - Blind (블라인드)
- Kim Hye-soo - Yicheungui Akdang (이층의 악당)
- Bae Jong-ok - Sesangyeseo gajang ahreumdawoon ilbyeon (세상에서 가장 아름다운 이별)
- Yun So-jeong - Keudaereul saranghamnida (그대를 사랑합니다)
- Choi Gang-hee - Jjae jjae han romance (쩨쩨한 로맨스)

### Miglior attore non protagonista
- Jo Sung-ha - Hwang hae (황해)
- Ko Chang-seok - Hyultoo (혈투)
- Kim Sang-ho - Moby Dick (모비딕)
- Ryoo Seung-ryong - L'ultima battaglia - The Front Line (고지전, Gojijeon)
- Yu Hae-jin - The Unjust (부당거래)
- Jo Hie-bong - Blind (블라인드)

### Miglior attrice non protagonista
- Shim Eun-kyung - Romantic Heaven (로맨틱 헤븐)
- Kim Soo-mi - Keudaereul saranghamnida (그대를 사랑합니다))
- Kim Ji-young - Sesangyeseo gajang ahreumdawoon ilbyeon (세상에서 가장 아름다운 이별)
- Seo Young-hee - Sesangyeseo gajang ahreumdawoon ilbyeon (세상에서 가장 아름다운 이별)
- Jang Yeong-nam - Hello Ghost (헬로우 고스트)
- Chun Woo-hee - Sunny (써니)

### Miglior regista esordiente
- Yoon Sung-hyun - Pasuggun (파수꾼)
- Kim Sung-hoon - Ryangkangdo aideul (량강도 아이들)
- Kim Young-tak - Hello Ghost (헬로우 고스트)
- Min Yong-keun - Hyehwa, dong (혜화,동)
- Park In-je - Moby Dick (모비딕)

### Miglior attore esordiente
- Lee Je-hoon - Pasuggun (파수꾼)
- Kim Hwan-young - Ryangkangdo aideul (량강도 아이들)
- Yoo Yeon-seok - Hyehwa, dong (혜화,동)
- Lee Je-hoon - L'ultima battaglia - The Front Line (고지전, Gojijeon)
- Jang Ki-beom - GLove (글러브)

### Miglior attrice esordiente
- Moon Chae-won - Choejongbyungki hwal (최종병기 활)
- Kang So-ra - Sunny (써니)
- Baek Jin-hee - Peseutibal  (페스티발)
- Shin Se-kyung - Pureun sogeum (푸른소금)
- You Da-in - Hyehwa, dong (혜화,동)

### Miglior sceneggiatura
- Choi Min-suk - Blind (블라인드)
- Park Hoon-jung - The Unjust (부당거래)
- Kang Hyung-chul e Lee Byeong-hun - Sunny (써니)
- Park Sang-yeon - L'ultima battaglia - The Front Line (고지전, Gojijeon)
- Kim Young-tak - Hello Ghost (헬로우 고스트)

### Miglior fotografia
- Kim Woo-hyung - L'ultima battaglia - The Front Line (고지전, Gojijeon)
- Kim Woo-hyung - Manchu (만추)
- Kim Tae-sung e Park Jong-chul - Choejongbyungki hwal (최종병기 활)
- Kim Byeong-seo - Pureun sogeum (푸른소금)
- Lee Sung-jae - Hwang hae (황해)

### Migliore illuminazione
- Kim Min-jae - L'ultima battaglia - The Front Line (고지전, Gojijeon)
- ? - Blind (블라인드)
- ? - Pureun sogeum (푸른소금)
- ? - Poongsan (풍산개)
- ? - Hwang hae (황해)

### Miglior produzione
- Lee Woo-jung - L'ultima battaglia - The Front Line (고지전, Gojijeon)
- ? - Moby Dick (모비딕)
- ? - The Unjust (부당거래)
- ? - Sunny (써니)
- ? - Poongsan (풍산개)

### Miglior montaggio
- Nam Na-young - Sunny (써니)
- Kim Sang-beom e Kim Jae-beom - L'ultima battaglia - The Front Line (고지전, Gojijeon)
- Kim Sang-beom e Kim Jae-beom - The Unjust (부당거래)
- Shin Min-kyung - Blind (블라인드)
- Kim Sun-min - Hwang hae (황해)

### Migliore musica
- Jo Seong-woo e Choi Young-Rak - Manchu (만추)
- Kang Min-guk - Keudaereul saranghamnida (그대를 사랑합니다)
- Lee Byung-woo - Romantic Heaven (로맨틱 헤븐)
- Kim Joon-seok - Sunny (써니)
- Han So-hyeon e Kwon Sung-min - Pureun sogeum (푸른소금)

### Migliore scenografia
- Chae Gyung-Sun - Joseon Myungtamjung: Gakshituku ggotui biil (조선명탐정: 각시투구꽃의 비밀)
- ? - Manchu (만추)
- ? - Choejongbyungki hwal (최종병기 활)
- ? - Pureun sogeum (푸른소금)
- ? - Hwang hae (황해)

### Migliori costumi
- Chae Kyung-Hwa - Hwang hae (황해)
- ? - L'ultima battaglia - The Front Line (고지전, Gojijeon)
- ? - Sunny (써니)
- ? - Joseon Myungtamjung: Gakshituku ggotui biil (조선명탐정: 각시투구꽃의 비밀)
- ? - Choejongbyungki hwal (최종병기 활)

### Migliori effetti speciali
- Han Young-Woo - Choejongbyungki hwal (최종병기 활)
- ? - L'ultima battaglia - The Front Line (고지전, Gojijeon)
- ? - Romantic Heaven (로맨틱 헤븐)
- ? - Blind (블라인드)
- ? - Hwang hae (황해)

### Migliori effetti sonori
- Choi Tae-Young - Choejongbyungki hwal (최종병기 활)
- ? - L'ultima battaglia - The Front Line (고지전, Gojijeon)
- ? - Blind (블라인드)
- ? - Joseon Myungtamjung: Gakshituku ggotui biil (조선명탐정: 각시투구꽃의 비밀)
- ? - Hwang hae (황해)

### Premio della popolarità
- Won Bin

### Daejong alla carriera
- Lee Dae-geun